# 小木橋路
小木桥路是中華人民共和國上海市徐汇区一條南北走向道路，北起肇嘉浜路，南至龍華中路，全长1809米，宽度為11至26米。道路於中華民国4年至5年（1915年至1916年）间修築，最初名為七贤路。中華民国15年（1926年）更名為小木橋路，路名來自於道路北端肇嘉浜上的小木桥。